# FIFA Football 2002
FIFA Fotbal 2002, cunoscut ca FIFA Soccer 2002 în America de Nord, și ca FIFA 2002, este un joc video de fotbal lansat în noiembrie 2001 și publicat de Electronic Arts la nivel mondial sub numele de EA Sports.
produs de Electronic Arts și EA Sports. Este al nouălea joc din Seria FIFA.
A fost introdus un chenar care arată forță paselor, iar driblingul a fost redus pentru a mări gradul de dificultate. Chenarul poate fi personalizt pentru a se potrivi preferințelor celor care joacă. Jocul include emblemele multor cluburi europene și a celor daneze cum ar fi PSV, AFC Ajax și Feyenoord, deși nu există nici o ligă daneză (fac parte din grupul echipelor din "Rest of World" - Restul lumii). Jocul include pentru prima dată Super Liga Elveției, în loc de Liga Greciei. Au fost introduse cartonașe care pot fi văzute după câștigarea unor competiții. Echipele deja calificate pentru CM 2002 (Franța, Japonia și Coreea de Sud) nu mai pot intra în preliminarii, în schimb se pot juca amicale care să îmbunătățească poziția în clasamentul FIFA.
Multe din echipele naționale nu sunt licențiate (naționala Țările de Jos are jucători fictivi), la fel și reprezentativele statelor mai mici ca cea din Barbados, unde jucătorii nu au nume ci număr (No. 1). A fost ultima ediție FIFA care a inclus și Echipa națională de fotbal a Japoniei, deoarece Asociația de fotbal a Japoniei a vândut drepturile de autor companiei Konami pentru seria de jocuri Pro Evolution Soccer.

## Coloană sonoră
Coloană sonoră are melodii produse de artiști de muzică electronică care au semnat cu casa de discuri Ministry of Sound, iar melodia principală este furnizată de formația Gorillaz, reprezentată comercial de Virgin Records.
- BT - "Never Gonna Come Back Down (Hybrid’s Echoplex Dub)"
- Cirrus - "Stop and Panic"
- DJ Tiësto - "Flight 643"
- Gorillaz - "19-2000 (Soulchild Remix)"
- Gouryella - "Tenshi"
- Issi Noho - "First Snow"
- R4 - "Revolution"
- Sandy vs. Housetrap - "Overdrive"
- Schiller - "Das Glockenspiel"
- Terpsichord - "The Bells"
- The Edison Factor - "Repeat the Sequence"
- Vitae - "Energy Flow"

## Ligi de fotbal
- Bundesliga
- Liga do Brasil
- SAS Ligaen
- Barclays Premier League
- Ligue 1
- Bundesliga
- Ligat ha'Al
- Serie A
- K-League
- Tippeligaen
- Scottish Premier League
- Primera División
- Allsvenskan
- Super League
- Major League Soccer

### Restul lumii
- Sparta Praga
- Ajax
- Benfica
- FC Sigma Olomouc
- Feyenoord
- Galatasaray
- Levski Sofia
- Maribor Teatanic Bran
- Olympiakos
- PSV Eindhoven
- Porto
- Rapid București
- Sporting Lisabona
- Wisla Cracovia

## Echipe naționale
- Italia
- Germania
- Franta
- Polonia
- Anglia
- Japonia
- Irlanda
- China
- Austria
- Ungaria
- Ucraina
- Serbia
- SUA
- Canada
- Mexic
- Columbia
- Argentina
- Brazilia
- Chile
- Peru
- Ecuador
- Venezuela
- Egipt
- Turcia
- Ucraina
- România
- Slovenia
- Slovacia
- Belarus
- Elvetia
- Cehia
- Polonia
- Norvegia
- Luxemburg
- Belgia
- Țările de Jos
- Danemarca
- Suedia
- Finlanda
- Lituania
- Estonia
- Spania
- Portugalia
- Grecia
- Bulgaria
- Islanda
- Tara Galilor
- Uruguay
- Paraguay
- Africa De Sud
- Coasta De Fildes
- Senegal
- Australia

## Comentatorii jocului
- Ally McCoist
- John Motson